# St. Anna am Freudenstein
Das Schaubergwerk St. Anna am Freudenstein in Zschorlau wird vom Verein IG Historischer Bergbau Zschorlau 1989 e. V. in ausschließlich ehrenamtlicher Tätigkeit betrieben. Das Bergwerk stellt mit seiner gesamten Anlage (Pferdegöpel mit Schacht, Erbstollen mit Radstube einer Wasserkunst, übertägigen Resten einer Siedlung und einer Erzwäsche) ein vollständiges Zeugnis eines mittelalterlichen Bergwerks im Erzgebirge dar. Die Fundgrube St. Anna am Freudenstein nebst Troster Stolln ist Bestandteil der Bergbaulandschaft Schneeberg innerhalb der Montanregion Erzgebirge/Krušnohoří, welche seit 2019 zum UNESCO-Welterbe gehört.

## Geschichte

### Geschichte des Vereins
1989 fanden sich mehrere Personen zusammen, die von der Existenz eines alten Silberbergwerks bei Zschorlau wussten. Bereits im September des gleichen Jahres – damals noch im Rahmen des Kulturbundes der DDR – wurde mit der Öffnung und Erforschung dieses Bergwerkes begonnen. Nach der Trennung vom Kulturbund erfolgte die Gründung eines eigenen Vereins, der 1992 in das Vereinsregister am zuständigen Kreisgericht Aue eingetragen wurde.

### Montanregion Erzgebirge
Die Fundgrube St. Anna am Freudenstein nebst Troster Stolln ist ein Bestandteil der Bergbaulandschaft Schneeberg, die 2019 im Rahmen der Montanregion Erzgebirge/Krušnohoří den UNESCO-Welterbetitel erhielt.

### Der Rainstein
Im Waldgelände, in unmittelbarer Nähe der Stollnmundlöcher, befindet sich ein alter Rainstein aus dem 15. Jahrhundert. Er markiert die Grenze zwischen den Herrschaftsgebiete der Herren von der Planitz auf Burg Wiesenburg in Wiesenburg und derer von Tettau auf Burg Schwarzenberg in Schwarzenberg.
Der Stein ist ein großer, wahrscheinlich aufgerichteter, Findling. Auf der Vorderseite ist ein großes Kreuz mit einem darunterliegenden, gleichschenkligen, spitz nach oben zeigendem Dreieck als Grenzmarkierung eingeschlagen. Diese Grenzmarkierung wurde in den 1930er-Jahren von Gerhard Heilfurth wiederentdeckt.
Auf der Rückseite des Steines findet sich ein weiteres, kleineres Kreuz. Dieses wurde etwa um 1517 eingeschlagen und stellt den Vermessungspunkt für die Markscheider beim Vortrieb des Unteren Troster Stollns dar.
Heute bildet der Stein das „Dreiländereck“ der Städte Aue, Schneeberg und der Gemeinde Zschorlau.

## Geologie
Das Bergwerk liegt im Schneeberger Bergbaurevier am Nordwestrand der großen und kompliziert gebauten Erzgebirgs-Antiklinalzone am Übergang zum Vogtländischen Synklinorium und zum Vorerzgebirgischen Becken. Diese geologischen Großeinheiten gehören zur Saxothuringischen Einheit des Variskischen Gebirges. Die heute vorwiegend als Schiefer vorliegenden Gesteine der Umgebung von Zschorlau wurden zum größten Teil im Ordovizium abgelagert. Jüngere Gesteine des Siluriums und des Devons – Alaunschiefer, Kieselschiefer, vereinzelt auch Kalksteine wie der Ockerkalk – sind nur vereinzelt überliefert, dies vor allem im Bereich der so genannten Lößnitz-Zwönitzer Mulde.
Die Gesteine dieses Gebiets wurden während der variskischen Gebirgsbildung zusammengeschoben, gefaltet und von Störungen durchzogen. Dabei unterlagen sie einer Metamorphose, die im Gebiet von Zschorlau die vorherrschenden Tonsteine in Schiefer und Phyllite umwandelte.
Am Ende der Gebirgsbildung drangen vor etwa 330 bis 295 Millionen Jahren in zwei Schüben glutflüssige Gesteinsschmelzen auf, die heute vor allem im großen Eibenstock-Nejdek-Granitmassiv aufgeschlossen sind, das westlich von Zschorlau liegt. Daneben gibt es weitere Granitvorkommen, vor allem den für die Erzvorkommen des Silberbergwerks wichtigen Gleesberg-Granit. Der Aufstieg der Granite war mit einer weiteren Metamorphose verbunden, die die Schiefer in ihrer Nähe in harte Hornfelse umwandelten. Im Zusammenhang mit dem Granitaufstieg steht die unter anderem in St. Anna, aber auch in der weiteren Umgebung etwa durch die Wismut SDAG bei Schneeberg, Schlema und Alberoda abgebaute Mineralisation, die durch hydrothermale Lösungen und Greisenbildung zur Entstehung von Selen-Wolfram-Molybdän-Erzen führte.
Die Lagerstätten des westlichen Erzgebirges sind an mehrere kleinere Plutone gebunden, deren Struktur zu einem sehr komplizierten Bau der Erzvorkommen geführt hat. Die Erzvorkommen sind als Gang-Lagerstätten ausgebildet. Es kommen folgende Erze vor:
- Quarz-Wolframit-Molybdänglanz-Erzgänge
- Schwefelkies-Kupferkies-Roteisenstein-Erzgänge
- Karbonat-Wismut-Kobalt-Nickel-Silber-Uran-Erzgänge
- Quecksilber-Erze (Samuelis-Spatgang bei Hartenstein)

Die Erzgänge des Schneeberger Reviers weisen, wie fast alle Erzgänge des Erzgebirges, eine Anreicherung der Erzminerale durch Verwitterungsprozesse auf. In der Nähe der Erdoberfläche führte der Einfluss des Grundwassers dazu, dass Erzminerale gelöst und bei geeigneten chemisch-physikalischen Bedingungen wieder ausgefällt wurden. Diese sogenannte Zementationszone zeichnet sich durch eine Anreicherung der Erzminerale aus. Die durch diese Vorgänge entstandenen Reicherze befinden sich in den oberen Zonen der Erzgänge, zur Tiefe hin vertauben diese, so dass der Abbau schwierig wird und sich nicht mehr lohnt.

## Marionettentheater

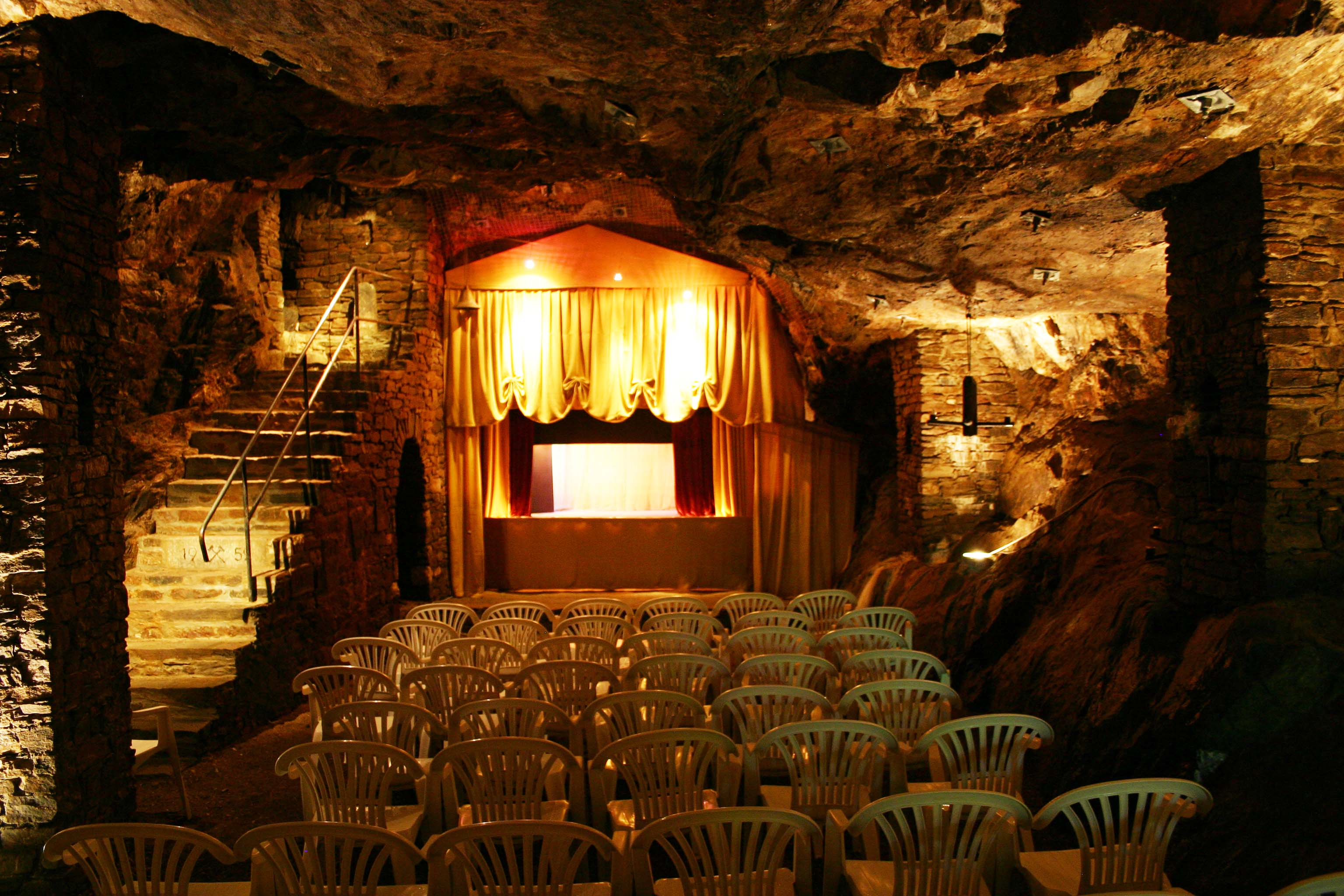
Theaterbühne in der Quarzhöhle

Als 1989 sich der Bergwerksverein gründete, um alte Grubenbaue auf „St. Anna“ wieder aufzugewältigen, um der Öffentlichkeit die Leistungen der Vorfahren sicht- und erlebbar zu machen, lag die Aufgewältigung der wesentlich jüngeren Quarzzeche noch in weiter Ferne.
1999 wurde die Quarzhöhle nach aufwändigen Sicherungsarbeiten für die Öffentlichkeit zugänglich und Mettenschichten für Besucher wurden möglich. Vereinsmitglied Markus Link war als Zugereister fasziniert vom Erzgebirge, seiner Bergbautradition und beschäftigte sich mit der regionalen Geschichte. Er stieß dabei auf die Tradition des Wandermarionettentheaters, die nahezu ausgestorben ist. So entstand die Idee, diese alte Volkskunst ins Erzgebirge zurückzuholen und bewahren zu helfen.
Theater bei hoher Luftfeuchte, Zuschauer bei Kühlschranktemperatur und  andere Fragen waren zu beantworten. Und Marionettenspieler wurden gebraucht, die den warmen Gasthofsaal mit den Bedingungen unter Tage eintauschen. Am 19. September 1999 begann das erste Versuchsgastspiel mit dem „Traditionellen Marionettentheater der Familie Kressig-Dombrowsky“ aus dem thüringischen Engertsdorf bei Altenburg. Die Vorfahren Kressig waren zwischen 1900 und 1950 häufig im Erzgebirge mit ihren Wohnwagen von Gasthof zu Gasthof gezogen. Diese Verwurzelung war auch beim Urenkel noch vorhanden.
14 Familien- und fünf Erwachsenenveranstaltungen lockten rund 700 Besucher in das kühle Theater in der Quarzhöhle. Der Probelauf war gelungen. Ab dem Jahre 2000 wurden die Theaterspektakel unter Tage für die Sommermonate geplant. Rund 13.500 Besucher fanden bis 2008 den Weg in das kälteste Sommertheater Sachsens und konnten zwischen 13 Kinder- und Familienprogrammen und zehn Erwachsenenprogrammen auswählen.  Die Vorstellungen des Marionettentheaters Dombrowsky fanden in der Quarzhöhle der Fundgrube St. Anna am Freudenstein rund 20 Jahre lang statt. Bis heute werden jährlich im Advent traditionelle Mettenschichten auf dem Areal der Fundgrube abgehalten.

### Repertoire
Für Kinder werden viele der bekanntesten klassischen und grimmschen Märchen gespielt, zum Beispiel:
| Rumpelstilzchen       | Rotkäppchen         | Der Struwelpeter                     |
| Berggeist Rübezahl    | Tischlein deck dich | Der Froschkönig                      |
| Hänsel und Gretel     | Frau Holle          | Das tapfere Schneiderlein            |
| Der gestiefelte Kater | Die Schneekönigin   | Schneeweißchen und Rosenrot          |
| Hexe Kaukau           | Die Wunschlaterne   | Zwergenkönig Laurin und die Rosenfee |

Auch für Erwachsene werden verschiedene Stücke gespielt. Zum Teil handelt es sich dabei um historische Schauspiele, die auf wahren Begebenheiten der regionalen Geschichte Sachsens beruhen oder um sehr alte klassische Marionettenstücke, wie eine Version des Urfausts
| Gräfin Cosel           | Der Freischütz            | Karl Stülpner |
| Dr. Fausts Höllenfahrt | Der Schneider von Venedig | Genoveva      |

## Galerie

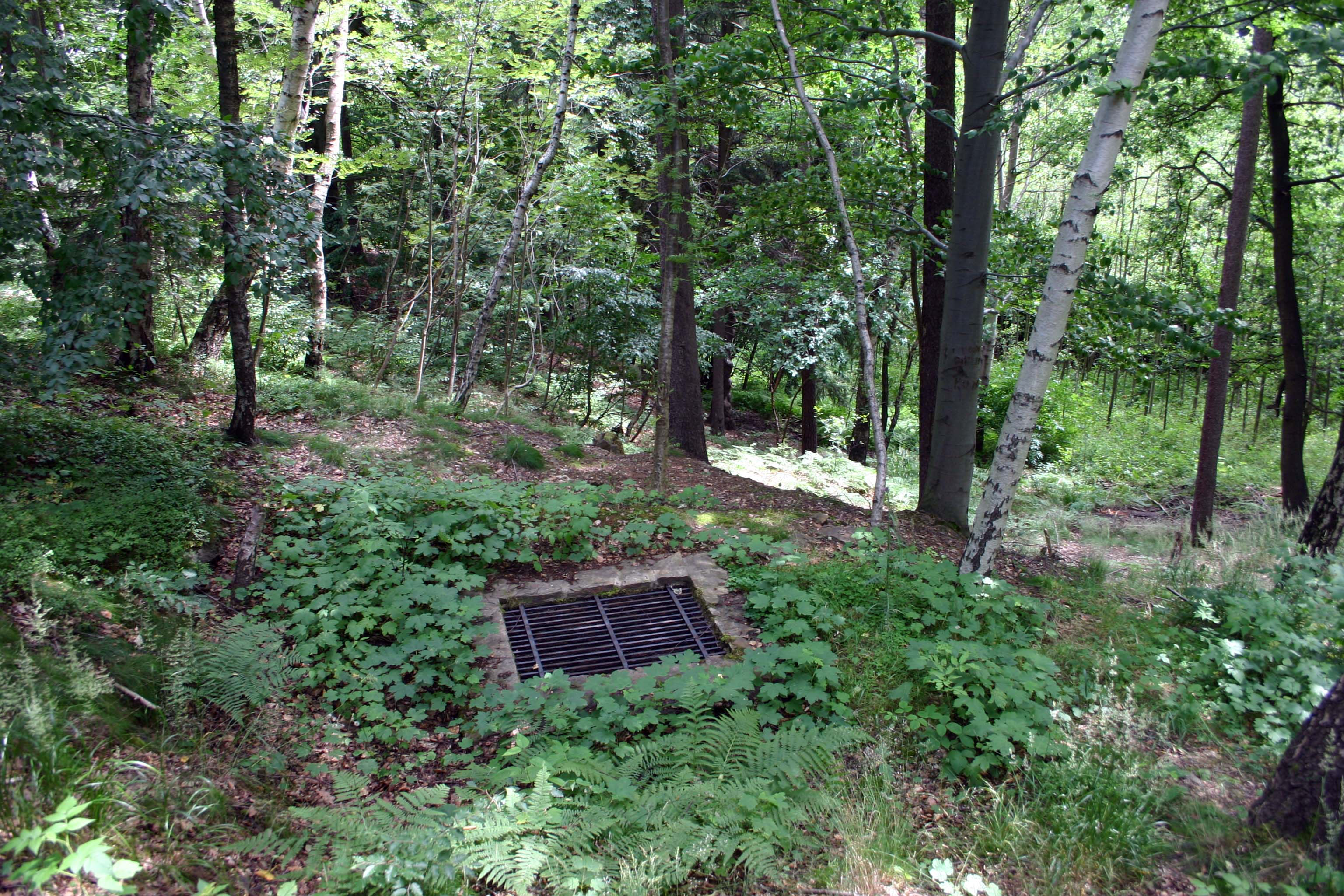
Tagesöffnung eines Wetterschachtes des „St. Anna Stolln“
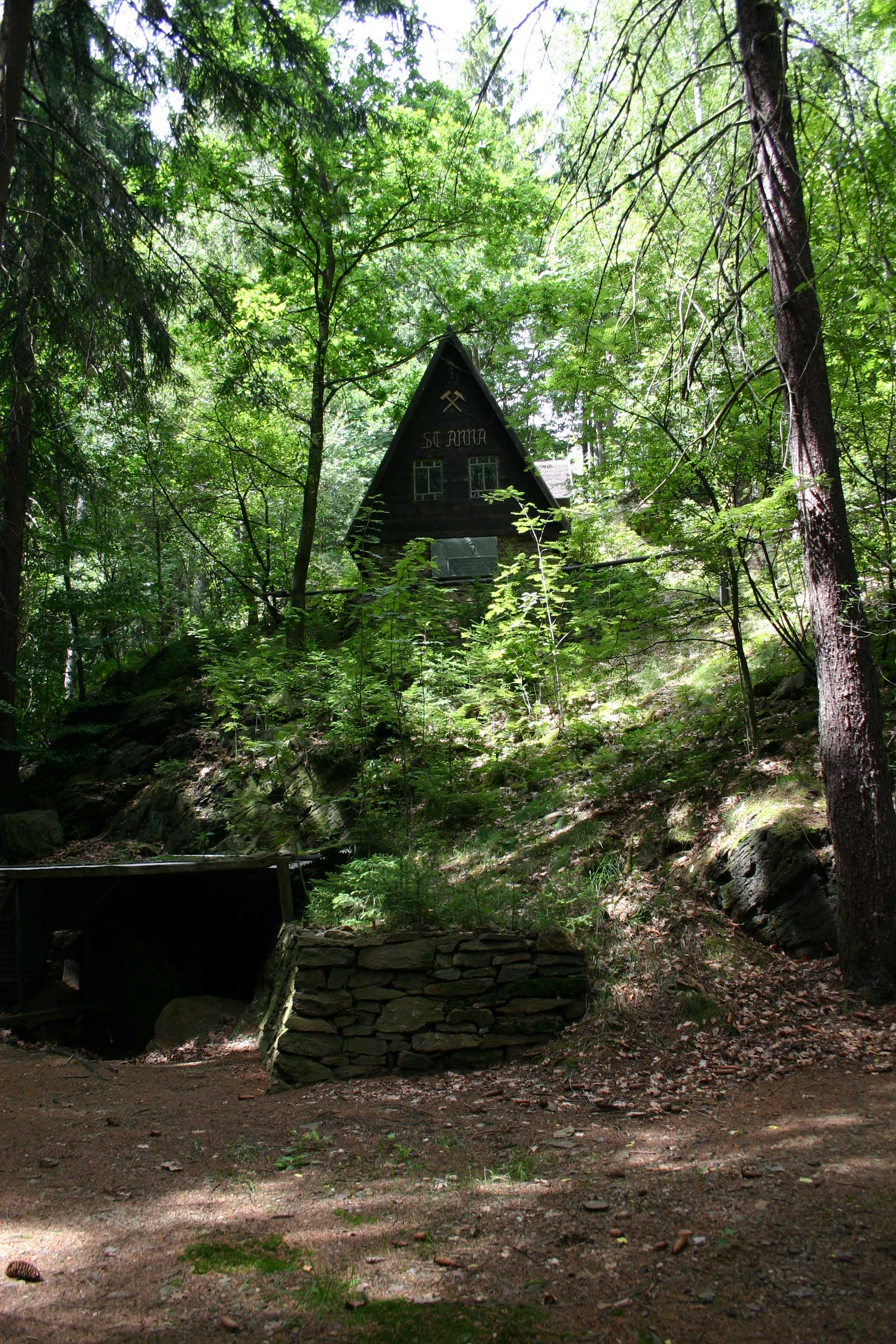
Mundloch des „St. Anna Stolln“ mit Kaue über einem Abbau
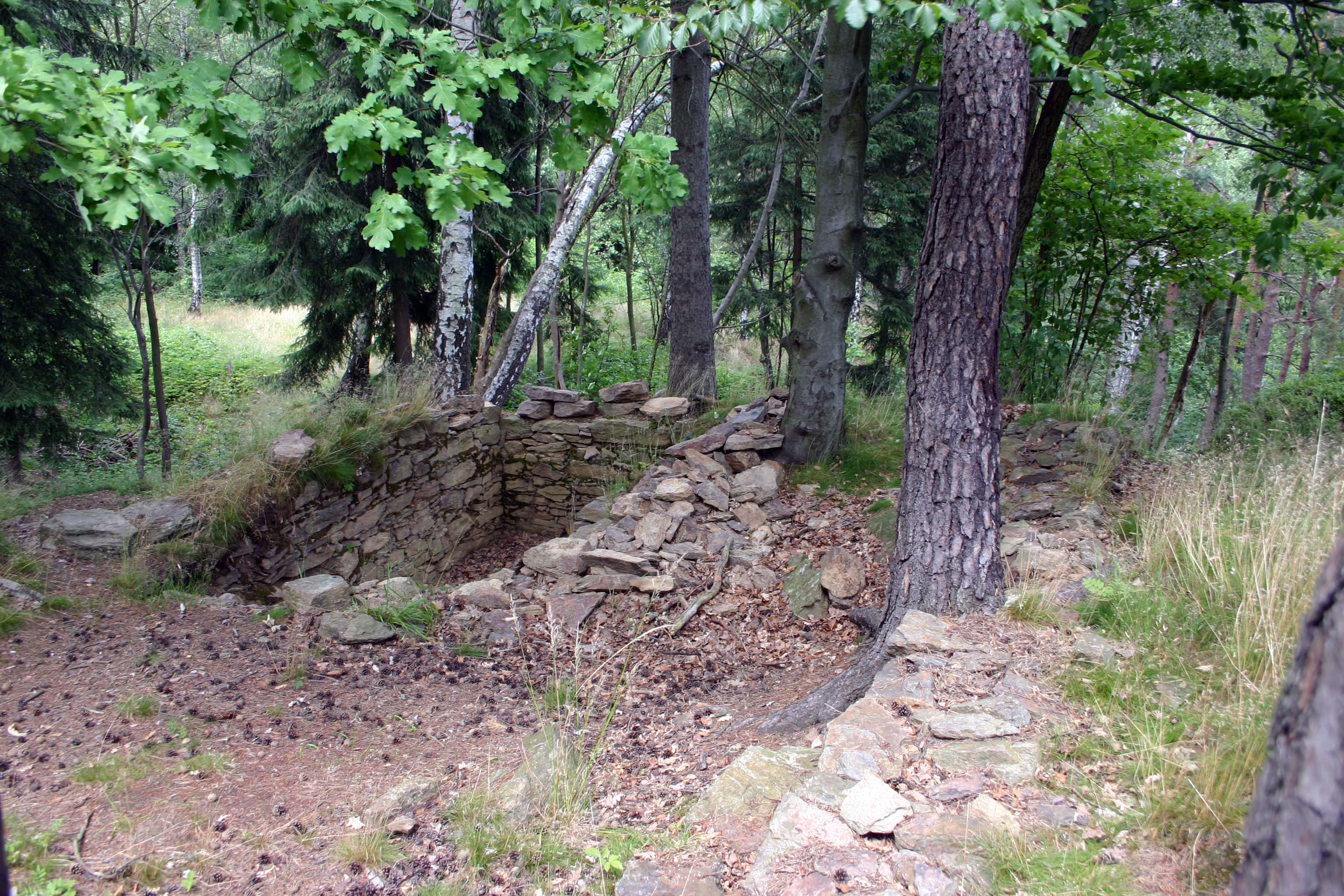
Grundmauerreste des Steigerwohnhauses am Pferdegöpel, mit Erzlagerkeller
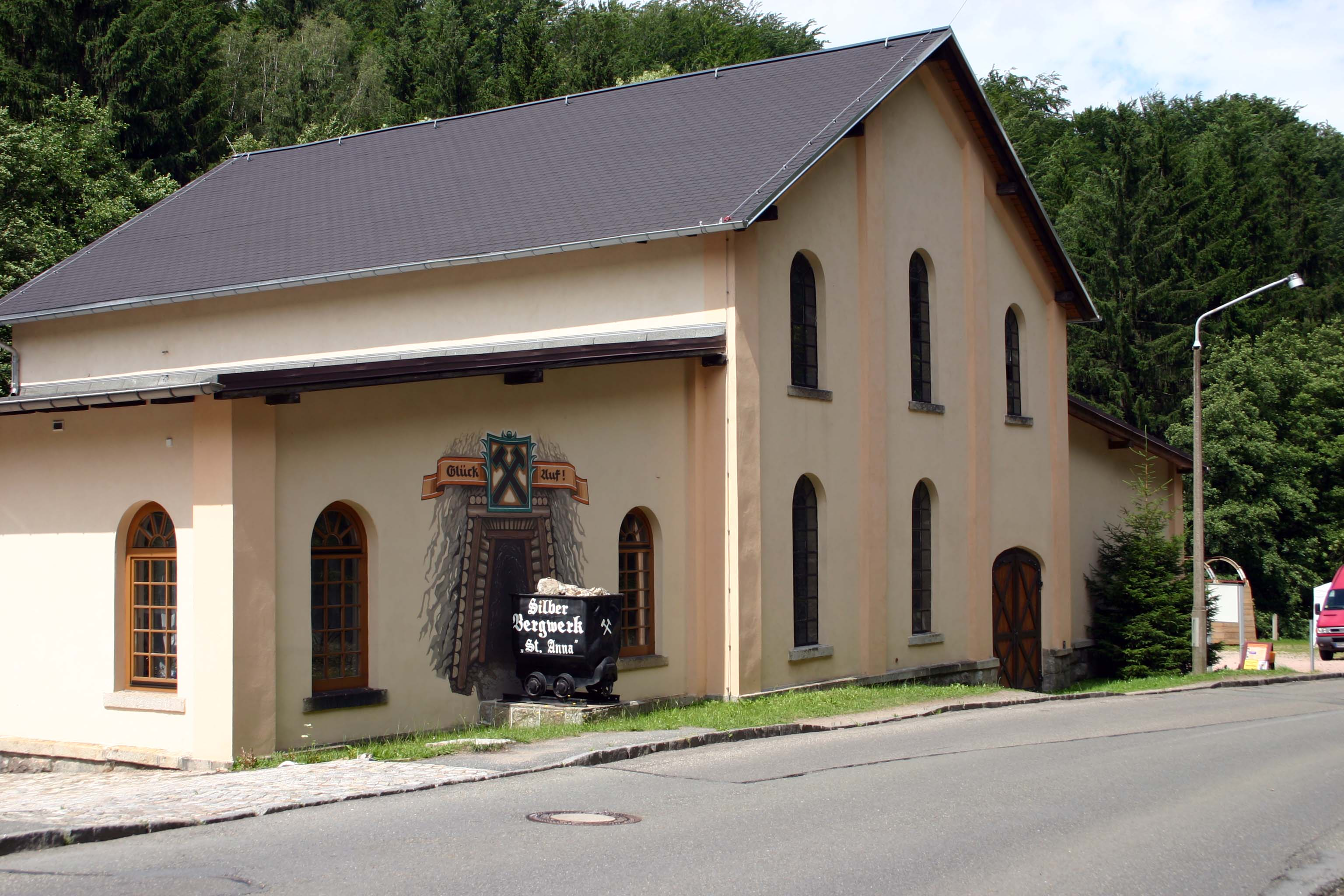
Ansicht des alten Zschorlauer Gaswerkes nach der Sanierung